# Copán
Copán var i mayatiden en af de mest betydende bystater. I dag er mayaruinerne uden for den lille by Copán Ruinas i det vestlige Honduras en af de vigtigste og største udgravninger af fra mayahøjkulturens tid. Stedet er optaget på UNESCO's liste over verdenskulturarv.

## Historie
Jægere bosatte sig i Copán-dalen mellem 1100 og 900 f.Kr. De slog sig ned og blev agerbrugere. Mellem 300 f.Kr. og 150 e.Kr. var dalen formentlig igen ubeboet.
Kongeriget Copán blev grundlagt omkring 160 e.Kr.. Fra 426 herskede det samme dynasti uafbrudt i 400 år. I det 7. århundrede blev Copán en stormagt og fik sit største areal. Til kongeriget Copán hørte også byen Quiriguá.
I opblomstringsperioden mellem 695 og 763 skabte tidens bedste billedhuggere, bygherrer, kalligrafer og kunsthåndværkere prægtige templer, pyramider, altre, mayakulturens næststørste boldbane samt fint mejslede steler og reliefer. I samme tidsrum opførtes den monumentale hieroglyftrappe, mayafolkets største skriftværk, der består af mere end 2.200 skrifttegn.
Efter 763 begyndte Copáns nedgang. På grund af rigets hastige værkst var befolkningstilvæksten gået i vejret. Alene Copán-dalen havde omkring 24.000 beboere; for mange til det lokale agerbrug. Den paladsbyggende elite fortrængte bønderne til de magre bjergskråninger, som kort efter eroderede. Som følge deraf opstod der fødevaremangel, under- og mangelernæring.
I 822 besteg Copáns sidste konge tronen, men kort tid efter blev byen opgivet. I løbet af kun 200 år blev dalen stort set tømt, og den engang prægtige by blev overgroet af jungle.

## Genopdagelse
På trods af overleveringer fandt de spanske erobrere aldrig Copán. Først i 1834 blev Copán genopdaget af en opdagelsesrejsende, oberst Juan Galindo. Den opdagelsesrejsende John Lloyd Stephens fik kendskab dertil, og i 1839 begav hans sig i selskab med tegneren Frederick Catherwood af sted mod Mellemamerika, med det formål at udforske den faldne mayahøjkultur. Da de i slutningen af 1839 ankom til Copán, var hele byen dækket af tæt jungle. Først efter lokale arbejderes møjsommelige arbejde med at rydde junglen, kunne Stephens, der købte ruinbyen af de indfødte indianere for kun 50 US-dollar, og Catherwood gå i gang med opmålinger og skitsering af ruinerne.

## Turisme
I 1977 gav Honduras' regering tilladelse til restaurering og konservering af Copán. Siden 1980 har ruinbyen været på UNESCO's liste over menneskehedens verdenskulturarv. Udgravningerne og det arkæologiske museum ligger nogle få minutters gang uden for Copán Ruinas' bymidte. Copán Ruinas er en fredelig by med farvestrålende huse i kolonistil med talrige pensioner og hoteller.